# ديفيد د. أومالي
ديفيد د. أومالي (بالإنجليزية: David D. O'Malley)‏ هو سياسي أمريكي، ولد في 12 نوفمبر 1912، وتوفي في 1986. حزبياً، نشط في الحزب الديمقراطي. وقد انتخب عضو جمعية ولاية ويسكونسن.